# Bermudy na Igrzyskach Imperium Brytyjskiego 1930
Bermudy wystartowały na igrzyskach Imperium Brytyjskiego w 1930 roku w kanadyjskiej miejscowości Hamilton jako jedna z jedenastu reprezentacji. Była to pierwsza edycja tej imprezy sportowej. Reprezentacja nie zdobyła żadnych medali.